# Vodní elektrárna Obříství
Vodní elektrárna Obříství je vodní elektrárna na Labi postavená severně od obce Obříství 4 km nad soutokem s Vltavou jako první nízkospádová vodní elektrárna v Česku. Spád hladin jezu u zdymadla Obříství činí 1,5 až 3,8 m. Technologie byla navržena a realizována konsorciem rakouských firem J. M. Voith AG a AEG Austria GmbH. Do provozu byla uvedena v roce 1995.

## Technické údaje
V elektrárně pracují dvě horizontální turbosoustrojí se dvěma přímoproudovými Kaplanovými turbínami typu PIT. Jejich převodovky a generátory jsou umístěny v šachtě uprostřed nátoku do turbíny. Instalovaný výkon elektrárny je 3360 kW. 